# Heinrich Christian von Offenberg
Heinrich Christian von Offenberg (* 25. Februar 1696; † 8. April 1781 in Illien, Kurland) war ein kurländischer Landespolitiker, er gehörte dem Gremium der vier Oberräte im Herzogtum Kurland und Semgallen an und war kurzzeitig  Regent des Herzogtums.

## Leben
Laut Überlieferung stammte die Familie von Offenberg aus der Schweiz, mit Lorenz I. († 1576) als Kanzleichef des Erzbischofs von Riga Markgraf Wilhelm von Brandenburg  wurde 1545 der erste Offenberger in Livland benannt. Die Heiratet mit Barbara von Rosen eröffnete die verwandtschaftlichen Beziehungen zu den livländischen Adelsgeschlechtern. 1594 bestätigte Kaiser Rudolph II. den Reichsadelsstand für die Familie. Friedrich Georg von Offenberg (1620–1676), ein Sohn Lorenz‘ II. begründete die Linie Illien. Vater Heinrich Christians war Christoph Georg von Offenberg, er war Oberhauptmann in Selberg und Herr auf Klauen in Kurland, seine Mutter war Elisabeth Beate eine geborene Budberg. Im Jahre 1740 heiratete Heinrich Christian v. O. Friederike Dorothea, Gräfin von Dönhoff  (* 1718 † 1756) aus dem Hause Illien und Sarraicken. Er war Besitzer der Güter Oebelgunde bei Doblen, Heyden, Ziepenhof und Udsen, sowie Pfandbesitzer von Fockenhof und Grenzhof.
Von 1727 bis 1733 war Heinrich Christian von Offenberg Doblenscher Hauptmann, dazwischen lag im Jahre 1729 die Abordnung als Landesdelegierter in Danzig. 1733 wurde er zum Oberhauptmann in Tuckum ernannt und wurde 1748 zum Landmarschall berufen. In dieser Zeit waren Christoph Friedrich von der Osten-Sacken Landhofmeister, Hermann Christoph Finck von Finckenstein Kanzler und Otto Christopher von der Howen Oberburggraf. Er gehörte somit zu den vier Oberräten des Herzogtums Kurland und Semgallen. 1758 übernahm er das Amt des Oberburggrafen und 1763 wurde er als Landhofmeister in das höchste Amt des Herzogtums gewählt, welches er bis 1767 ausübte.
Als der amtierende Herzog Ernst Johann von Biron (1690–1772) in das Exil verbannt wurde, huldigte er dem potentiellen Nachfolger Prinz Karl von Sachsen (1733–1796). Nach der Rückkehr des verbannten Herzogs Ernst Johann am 22. Januar 1763 erklärte er unmittelbar seine Gefolgschaft und wurde zum Dank von der Zarin Katharina der Großen und in Anerkennung seiner Treue mit dem Alexander-Newski-Orden und dem Russischen Orden der Heiligen Anna dekoriert. Für den 10. Februar des gleichen Jahres lud der Herzog alle Adligen zu einer „brüderlichen Konferenz“ ein, zum einen wollte er eine Amnestie für alle oppositionellen Adligen aussprechen und zum anderen wollte er, dass in Gegenwart des Prinzen Karl von Polen der Treueeid erneuert werden sollte. Bis zum Konferenzabschied am 11. März 1763 waren noch zwei kritische Punkte offen: „Es verspricht der Herzog zur Einlösung der Pfandgüter aus bürgerlichen Händen den Consens zu ertheilen und keine Allodialgüter mehr an sich zu bringen; ferner den Advocaten, deren Zahl nicht vermehrt werden dürfe, neben der Advocatur keine öffentlichen Aemter geben zu lassen.“ – Beides mit Berufung (§.2, 3, 6.) auf die, von dem Herzog Ferdinand nie anerkannten, Commissions-Entscheidungen von 1717. Die drei im Jahre 1763 amtierenden Oberräte, der Kanzler Dietrich von Keyserling, der Oberburggraf Heinrich Christian von Offenberg und der Landmarschall Franz Georg von Franck unterzeichneten den Konferenz-Abschied. Landhofmeister Otto Christopher von der Howen blieb bei seiner Ablehnung und verweigerte dem Herzog den Gehorsam.
Zum 30. April 1765 wurden Heinrich Christian von Offenberg als Oberburggraf und vermeintlicher Landhofmeister, Franz Georg von Franck als Landmarschall und vermeintlicher Oberburggraf, Otto Friedrich Saß als Oberhauptmann von Tuckum und vermeintlicher Landmarschall und Johann Ernst Klopmann als vermeintlicher Kanzler zum Prozess vor die Kurländische Ritterschaft geladen. Der Verhandlungsgrund lautete: „Dem Oberburggrafen von Offenberg, als vermeintlicher Landhofmeister, wird vorgeworfen, dass Amt eines Landhofmeisters im Jahre 1763 unzulässiger Weise an sich gerissen zu haben“.
1758 wurde Prinz Karl von Sachsen zum Herzog gewählt, jedoch wurde der abgesetzte Herzog Ernst Johann von Biron durch Katharina die Große 1763 wieder als Herzog eingesetzt. Während eines kurzfristigen Interregnums wurde Heinrich Christian von Offenburg vom 23. Januar bis 21. Februar 1763 durch die Oberräte als Regent eingesetzt. und übernahm im Namen der Oberräte die Regentschaft.

## Nachkommen
Offenbergs Sohn Heinrich Christian von Offenberg (* 21. Januar 1752; † 11. November 1827) war als Jurist in den Diensten des Herzogs Peter von Biron (1724–1800), auf dessen Anregung er eine zweijährige Bildungsreise nach Westeuropa und Italien unternahm und später dessen Hofmarschall wurde. Heinrich war seit 1778 Mitglied der Freimaurerloge „Zu den drei gekrönten Schwertern“ in Mitau. Ab 1807 war er Mitglied des kurländischen Oberhofgerichts und von 1818 bis zu seinem Tode dessen Präsident. Er gehörte 1815 zu dem Gründungsmitgliedern der Kurländischen Gesellschaft für Literatur und Kunst in Mitau.
Sein Enkelsohn Heinrich Christian Wilhelm (1788–1871) war Präsident des kurländischen Domänenhofs Mitau und Herr auf Illien. Er war mit Jenny von Mirbach verheiratet und hatte mit ihr 17 Kinder. In den Zeiten des polnischen Aufstandes stellte er 1831 mit einem Kommando von Freiwilligen die Verbindung zwischen Kurland und Preußen her.